# Espejo, espejo
Espejo, espejo es una película española de comedia dirigida por Marc Crehuet y protagonizada por Malena Alterio, Natalia de Molina, Santi Millán y Carlos Areces.

## Sinopsis
Cuatro empleados de una oficina se preparan para la celebración de los 50 años de la empresa mientras intentan resolver ciertos problemas. Álvaro (Santi Millán), Cristina (Malena Alterio), Paula (Natalia de Molina) y Alberto (Carlos Areces) son cuatro personas en crisis que trabajan para la misma empresa de cosmética. Luchan por lo que quieren mientras se enfrentan a sus propios reflejos ante el espejo. Ambición, miedo, amor y traición se mezclan en una historia sobre la identidad.

## Reparto
- Malena Alterio como Cristina
- Natalia de Molina como Paula
- Santi Millán como Álvaro
- Carlos Areces como Alberto
- Carlos Bardem como Ernesto
- María Adánez como Susana
- Toni Acosta como María
- Loles León como Psicóloga
- Luis Bermejo como Mario
- Betsy Turnez como Antonia
- Xesc Cabot como Juan
- Iván Vigara como Pol
- Anna Bertran como Laura
- Verónica Forqué como la madre de Álvaro
- Tito Valverde como el padre de Cristina y Paula
- Juli Fábregas como Mario
- Bárbara Mestanza como Youtuber
- Marta Tomasa como Youtuber

## Producción
La película está producida por Rodar y Rodar y Nos gusta el cine A.I.E, además de contar con la participación de RTVE, TV3 y Netflix, mientras que la distribución va de la mano de Filmax. El rodaje terminó en Barcelona el 30 de septiembre de 2020.